# Opetci
Opetci su naselje u općini Srebrenica, Republika Srpska, BiH.

## Stanovništvo
Nacionalni sastav stanovništva 1991. godine, bio je sljedeći:
ukupno: 186
- Bošnjaci - 185
- Jugoslaveni - 1